# Christoph Karl von Bülow
Christoph Carl von Bülow (* 26. Mai 1716 in Glubenstein bei Rastenburg, Ostpreußen; † 1. Juli 1788 in Pasewalk) war königlich preußischer General der Kavallerie, Kommandeur des Dragoner-Regiments Markgraf von Anspach-Bayreuth, Generalinspekteur der in Preußen stehenden Kavallerie, Ritter des schwarzen Adlerordens sowie Amtshauptmann zu Memel und Oletzkow.

## Leben
Er entstammte dem mecklenburgischen Adelsgeschlecht  Bülow und war der Sohn des preußischen Offiziers Daniel Levin von Bülow (1677–1758) und dessen Frau Dorothea Margarethe von Schlubhut (1691–1742). Sein älterer Bruder war der General der Infanterie Johann Albrecht von Bülow.
Christoph Karl von Bülow trat 1731 bei dem Dragoner-Regiment Nr.6 (Cosel) in preußische Dienste und wurde 1734 Fähnrich. Als solcher nahm er während des Polnischen Thronfolgekriegs an dem Feldzug am Rhein von 1734 und 1735 teil.
In den beiden ersten Schlesischen Kriegen des Königs Friedrich der Große kämpfte er besonders in dem Gefecht bei Austerlitz im April 1742, sowie 1745 in der Schlacht bei Hohenfriedberg, wo er sich durch seine Tapferkeit den Orden Pour le Mérite erwarb, und in der Schlacht bei Soor. 1747 wurde er Rittmeister bei dem Regiment Gensd’armes (Kürassier-Regiment Nr. 10.). 
Im Siebenjährigen Krieg wurde Bülow 1756 Major, 1757 Oberstleutnant, 1758 zweiter Kommandeur des Dragoner-Regiments Nr. 5 (Bayreuth). 1759 wurde er Oberst. Er kämpfte in den Schlachten bei Lobositz, bei Roßbach, bei Leuthen, bei Hochkirch, bei Torgau, sowie in dem Treffen bei Reichenbach und bei mehreren anderen Gelegenheiten mit großer Auszeichnung. Insbesondere bei Torgau, wo er mit 5 Schwadronen des Dragoner-Regiments Nr. 5 feindliche Infanterie-Regimenter, die in bester Ordnung anrückten, in ihrer rechten Flanke angriff, dabei 3 Regimenter nebst ihren Anführern gefangen nahm und ihre Fahnen eroberte.  Nach Torgau wurde Bülow 1760 Generalmajor, mit Patent vom 10. November 1760, sowie Erster Kommandeur des Dragoner-Regiments Nr. 5, mit allen Vorzügen und Einkünften eines Regimentschefs. 1760 wurde er zudem Amtshauptmann zu Memel. 
1763 ernannte ihn der König zum General-Inspekteur über die in Preußen stehenden Dragoner- und Husaren-Regimenter. 1769 bekam er eine Zulage von 500 Talern die am 18. Juli durch die Drostei Wetter ersetzt wurde. Am 25. Mai 1771 wurde er zum Generalleutnant ernannt. Im Dezember 1772 wurde ihm der schwarze Adlerorden verliehen und am 14. Mai wurde er noch Amtshauptmann zu Oletzkow.
Im Bayerischen Erbfolgekrieg war Bülow 1778 bei dem Heer des Königs und befehligte die Kavallerie des rechten Flügels. König Friedrich Wilhelm II. beförderte ihn 1787, mit dem Patent vom 23. Mai, zum General der Kavallerie. 1784 bekam er noch die Dompropstei Havelberg, die er verkaufen durfte und auch tat.
Bülow starb 1788 den 1. Juli zu Pasewalk an der Gelbsucht, wozu noch ein Gallenfieber kam. Er war unverheiratet.
Auf den Denktafeln des 1851 für Friedrich dem Großen in Berlin errichteten Monuments prangt auch der Name des Generals der Kavallerie Christoph Karl von Bülow.